# 马儒沛
马儒沛（1954年1月—），男，回族，四川成都人，中华人民共和国政治人物，曾任中共重庆市委常委、组织部部长，国务院侨务办公室副主任，中国海外交流协会副会长，第十二届全国政协委员。